# Roby Lewis Manuel
Roby Lewis Manuel, avstralski častnik, vojaški pilot in letalski as, * 7. oktober 1895, Kerang, Victoria, † 18. oktober 1975.  	
Stotnik Manuel je v svoji vojaški karieri dosegel 12 zračnih zmag.